# Температура плавления

Плавление льда

Температу́ра плавле́ния (обычно совпадает с температурой кристаллизации) — температура твёрдого кристаллического тела (вещества), при которой оно совершает переход в жидкое состояние. При температуре плавления вещество может находиться как в жидком, так и в твёрдом состоянии. При подведении дополнительного тепла вещество перейдёт в жидкое состояние, а температура не будет изменяться, пока всё вещество в рассматриваемой системе не расплавится. При отведении лишнего тепла (охлаждении) вещество будет переходить в твёрдое состояние (застывать), и, пока оно не застынет полностью, его температура не изменится.
Температура плавления/отвердевания и температура кипения/конденсации считаются важными физическими свойствами вещества. Температура отвердевания совпадает с температурой плавления только для чистого вещества. На этом свойстве основаны специальные калибраторы термометров для высоких температур. Так как температура отвердевания чистого вещества, например олова, стабильна, достаточно расплавить и ждать, пока расплав не начнёт кристаллизоваться. В это время, при условии хорошей теплоизоляции, температура застывающего слитка не изменяется и в точности совпадает с эталонной температурой, указанной в справочниках.
Смеси веществ не имеют температуры плавления/отвердевания вовсе и совершают переход в некотором диапазоне температур (температура появления жидкой фазы называется точкой солидуса, температура полного плавления — точкой ликвидуса). Поскольку точно измерить температуру плавления такого рода веществ нельзя, применяют специальные методы (ГОСТ 20287 и ASTM D 97). Но некоторые смеси (эвтектического состава) обладают определённой температурой плавления, как чистые вещества.
Аморфные (некристаллические) вещества, как правило, не обладают чёткой температурой плавления. С ростом температуры вязкость таких веществ снижается, и материал становится более жидким.
Поскольку при плавлении объём тела изменяется незначительно, давление мало влияет на температуру плавления. Зависимость температуры фазового перехода (в том числе и плавления, и кипения) от давления для однокомпонентной системы даётся уравнением Клапейрона-Клаузиуса. Температуру плавления при давлении равном нормальному атмосферному давлению (101 325 Па, или 760 мм ртутного столба) называют точкой плавления.

## Предсказание температуры плавления (критерий Линдемана)
Попытка предсказать точку плавления кристаллических материалов была предпринята в 1910 году Фредериком Линдеманом. Идея заключалась в наблюдении того, что средняя амплитуда тепловых колебаний увеличивается с увеличением температуры. Плавление начинается тогда, когда амплитуда колебаний становится достаточно большой для того, чтобы соседние атомы начали частично занимать одно и то же пространство.
Критерий Линдемана утверждает, что плавление ожидается, когда среднеквадратическое значение амплитуды колебаний превышает пороговую величину.
Температура плавления кристаллов достаточно хорошо описывается формулой Линдемана:
{\displaystyle T_{\lambda }={\frac {x_{m}^{2}}{9\hbar ^{2}}}Mk_{B}\theta r_{s}^{2}}
где {\displaystyle r_{s}} — средний радиус элементарной ячейки, {\displaystyle \theta } — температура Дебая, а параметр {\displaystyle x_{m}} для большинства материалов меняется в интервале 0,15-0,3.
Температура плавления — расчёт
Формула Линдемана выполняла функцию теоретического обоснования плавления в течение почти ста лет, но развития не имела из-за низкой точности.

## Расчёт температуры плавления металлов
В 1999 году профессором Владимирского государственного университета И. В. Гаврилиным было получено новое выражение для расчёта температуры плавления:
{\displaystyle \mathrm {T} _{\text{пл}}={\frac {\Delta \mathrm {H} _{\text{пл}}}{1,5\ R}}}
где {\displaystyle \mathrm {T} _{\text{пл}}} — температура плавления, {\displaystyle \Delta \mathrm {H} _{\text{пл}}} — скрытая теплота плавления, {\displaystyle R} — универсальная газовая постоянная.

Впервые получено исключительно компактное выражение для расчёта температуры плавления металлов, связывающее эту температуру с известными физическими константами: скрытой теплотой плавления, числом Авогадро и константой Больцмана.
Формула выведена как одно из следствий новой теории плавления и кристаллизации, опубликованной в 2000 году. Точность расчетов по формуле Гаврилина можно оценить по данным таблицы.
| Металл                              | Скрытая теплота плавления {\displaystyle \Delta \mathrm {H} _{\text{пл}}}, ккал*моль−1 | Температура плавления {\displaystyle \mathrm {T} _{\text{пл}}}, K | Температура плавления {\displaystyle \mathrm {T} _{\text{пл}}}, K |
| Металл                              | Скрытая теплота плавления {\displaystyle \Delta \mathrm {H} _{\text{пл}}}, ккал*моль−1 | расчётная                                                         | экспериментальная                                                 |
| ----------------------------------- | -------------------------------------------------------------------------------------- | ----------------------------------------------------------------- | ----------------------------------------------------------------- |
| Алюминий {\displaystyle {\ce {Al}}} | 2,58                                                                                   | 876                                                               | 933                                                               |
| Ванадий {\displaystyle {\ce {V}}}   | 5,51                                                                                   | 1857                                                              | 2180                                                              |
| Марганец {\displaystyle {\ce {Mn}}} | 3,50                                                                                   | 1179                                                              | 1517                                                              |
| Железо {\displaystyle {\ce {Fe}}}   | 4,40                                                                                   | 1428                                                              | 1811                                                              |
| Никель {\displaystyle {\ce {Ni}}}   | 4,18                                                                                   | 1406                                                              | 1728                                                              |
| Медь {\displaystyle {\ce {Cu}}}     | 3,12                                                                                   | 1051                                                              | 1357                                                              |
| Цинк {\displaystyle {\ce {Zn}}}     | 1.73                                                                                   | 583                                                               | 692                                                               |
| Олово {\displaystyle {\ce {Sn}}}    | 1,72                                                                                   | 529                                                               | 505                                                               |
| Молибден {\displaystyle {\ce {Mo}}} | 8.74                                                                                   | 2945                                                              | 2890                                                              |

По этим данным, точность расчетов {\displaystyle \mathrm {T} _{\text{пл}}} меняется от 2 до 30 %, что в расчетах такого рода вполне приемлемо.